# Bộ xương
Trong sinh học, bộ xương hay khung xương là một khung cứng, giúp bảo vệ và kết cấu ở nhiều loại động vật, đặc biệt là ngành động vật có dây sống và Siêu ngành Động vật lột xác. Có hai loại bộ xương khác nhau: bộ xương ngoài, đó là vỏ ngoài ổn định của một sinh vật, và bộ xương trong, mà hình thức cấu trúc hỗ trợ bên trong cơ thể. Ngoài ra còn có hai hình thức khác của bộ xương được gọi là khung xương thủy tĩnh (hydroskeleton) và khung tế bào (cytoskeleton).
Bộ xương ngoài tồn tại ở nhiều động vật không có xương sống; và chúng vây quanh với những mô và cơ quan mềm của cơ thể. Bộ xương ngoài có thể trải qua thời kỳ lột xác khi động vật lớn lên. Bộ xương trong như ở những động vật có xương sống, thường được da và cơ bắp bao phủ, bộ xương này bảo vệ các cơ quan quan trọng. Bộ xương người chiếm khoảng 14% khối lượng cơ thể.

## Phân loại

### Bộ xương ngoài

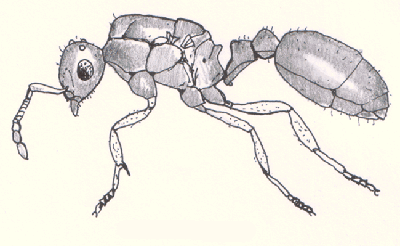
Bộ xương ngoài của kiến

Bộ xương ngoài là khung xương bên ngoài cùng, và được tìm thấy trong nhiều động vật không xương sống; chúng bao bọc và bảo vệ mô mềm và các cơ quan của cơ thể. Một số loại bộ xương ngoài trải qua lột xác định kỳ khi các loài này phát triển, như trường hợp ở các động vật chân đốt bao gồm cả côn trùng và động vật giáp xác. Bộ xương ngoài được làm bằng vật liệu khác nhau bao gồm chitin (trong động vật chân đốt), các hợp chất calci (trong san hô đá và động vật thân mềm) và silicat (đối với tảo cát và radiolarians.)
Bộ xương ngoài của côn trùng không chỉ là một lớp bảo vệ mà còn phục vụ như một bề mặt để gắn các cơ, như là một bảo vệ chống thấm nước và chống bị khô, và như một giác quan để động vật tương tác với môi trường. Vỏ nhuyễn thể cũng thực hiện tất cả các chức năng tương tự, ngoại trừ trong nhiều trường hợp nó không chứa các giác quan.
Bộ xương ngoài có thể là khá nặng nề khi so với khối lượng tổng thể của một con vật, vì vậy trên đất liền, sinh vật có một bộ xương ngoài hầu hết là tương đối nhỏ. Các động vật thủy sản lớn có thể hỗ trợ một bộ xương ngoài to hơn vì trọng lượng chúng nhẹ hơn khi ở dưới nước. Ngao khổng lồ phía Nam, một loài ngao nước mặn cực lớn ở Thái Bình Dương, có lớp vỏ lớn cả về kích cỡ và trọng lượng. Syrinx aruanus là một loài ốc biển có vỏ rất lớn.